# Friday Night Funkin'

Бойфренд

Friday Night Funkin' — це безкоштовна open-source інді-відеогра в жанрі ритмічних ігор, створена командою з чотирьох користувачів сайту Newgrounds: програмуванням займався Ninjamuffin99 (на фреймворці OpenFL на Haxe), дизайном та анімацією — Phantom Arcade та evils8kr, музикою — Kawai Sprite.
Ґеймплей гри схожий на Dance Dance Revolution і PaRappa the Rapper, а стиль нагадує флеш-ігри, популярні у 2000—2005 роках на таких платформах як Newgrounds.
За сюжетом гри, головний герой на ім'я «Бойфренд» (англ. Boyfriend) має перемогти ряд персонажів у співочих та реп-батлах, щоб отримати можливість зустрічатися з дівчиною «Ґьорлфренд» (англ. Girlfriend), у яку закоханий.

## Ґеймплей
Friday Night Funkin' — це ритмічна гра, де гравець має пройти декілька «тижнів», кожен з яких містить зазвичай три пісні. Кожного тижня гравець зіштовхується з різним суперником.
Під час гри суперник співатиме набір нот, на які гравець мусить відповісти натискаючи клавіші зі стрілками або клавіші WASD. Внизу екрана знаходиться смуга, що відображає наскільки успішно це вдається гравцю. Ліва частина смуги (червона) відображає результат суперника, права (зелена) показує результат гравця. Вдале натискання нот збільшує розмір зеленої смуги гравця, а пропуск чи невчасне натискання розширяють червону смугу суперника. Гравець програє, якщо суперник заповнює всю смугу.
Для кожного тижня гравець може обрати один із трьох рівнів складності: легкий, середній чи високий. Зі збільшенням складності зростає й швидкість руху стрілок, на які гравець має натискати, а також ускладнюються їхні комбінації. Набрані гравцем бали під час кожного з тижнів зберігаються й відображаються у верхньому куті на екрані вибору тижня. Гру також можна грати в «вільному режимі», де відсутня структура тижнів та сюжет і гравець може грати під будь-яку пісню.

## Сюжет

### Тиждень 1
Перший тиждень під назвою «Daddy Dearest» (укр. Найдорожчий Татусь) складається з трьох пісень: «Bopeebo», «Fresh» і «Dad Battle». За сюжетом, блакитноволосий головний герой «Boyfriend» (укр. Бойфренд; часто скорочуюється як «BF») залицяється до дівчини «Girlfriend» (укр. Ґьорлфренд; скорочується як «GF»), але її батько, колишня рок зірка, відомий під іменем «Daddy Dearest», проти їхніх стосунків. Бойфренд повинен переконати її батька дозволити їм зустрічатись за допомогою свого музичного таланту.

### Тиждень 2
Другий тиждень під назвою «Spooky Month» (укр. Моторошний місяць) складається з пісень «South», «Spookeez» і «Monster». В цьому тижні з'являється камео персонажів Pump (укр. Памп) та Skid (укр. Скід), створених ютубером та художником-аніматором Sr. Pelo. Памп та Скід святкуючи, як і зазвичай, «Моторошний місяць» проходять повз будинку батьків Ґьорлфренд і монстр (з іменем просто «Monster») наказує їм привести до нього Ґьорлфренд, оскільки хоче, щоб вона стала його «особливою закускою». Другий тиждень вирізняється одними з найскладніших пісень в грі.

### Тиждень 3
Третій тиждень під назвою «Pico» містить пісні: «Pico», «Philly Nice» (в грі назва скорочена до «Philly») і «Blammed». Осоромлений після першого тижня батько наймає кілера під іменем Pico (укр. Піко) щоб прикінчити «невідому ціль». Однак, прибувши на місце, Піко розуміє, що його ціль — це Бойфренд, його колишній знайомий. Вирішивши пощадити життя Бойфренда, Піко натомість оголошує реп-батл.

### Тиждень 4
Четвертий тиждень під назвою «Mommy Must Murder» (укр. Матуся повинна вбити) складається з пісень: «Satin Panties», «High» і «M.I.L.F». Бойфренд повинен зіткнутись з матір'ю Ґьорлфренд, відомою як «The Mom» (укр. Мама). Батли четвертого тижня проходять на дахах декількох лімузинів з танцюючими чортами на задньому плані. Пісня «M.I.L.F» вважається однією з найскладніших в грі.

### Тиждень 5
П'ятий тиждень під назвою «Red Snow» (укр. Червоний сніг) складається з пісень «Cocoa», «Eggnog» і «Winter Horrorland». Події цього тижня відбуваються в торговому центрі під час Різдва, де Бойфренду доведеться зійтись в батлі проти обох батьків Ґьорлфренд, які зайняли крісло Санта Клауса, тримаючи останнього під дулом пістолета. На задньому плані можна побачити камео декількох відомих персонажів Newgrounds, зокрема Піко, Генрі Стікмін, Meat Boy, ZONE-tan, а також Хацуне Міку та Монстр. Перед третьою піснею світло вимикається, а всі персонажі на задньому плані зникають. На ялинці з'являється моторошна прикраса у вигляді відтятої голови Ґьорфленд. Як виявляється, це справа рук Монстра, який деб'ютує в грі з піснею «Winter Horrorland».

### Тиждень 6
Шостий тиждень під назвою «Hating Simulator» складається з пісень «Senpai», «Roses» і «Thorns». Бойфренд та Ґьорлфренд грають Hating Simulator — вигаданий симулятор побачень під PlayStation. Гра виявляється пасткою і пару «засмоктує» всередину, де їм доводиться вступити в батл проти персонажа «Senpai». Будучи галантним на початку, він втрачає самоконтроль після першої пісні і починає погрожувати Бойфренду. Після другої пісні він трансформується в злого духа під назвою «Spirit» (укр. Дух), якого заточив в гру батько Ґьорлфренд. Дух планує використати тіло Бойфренда щоб покинути гру і помститись батьку. Бойфренд перемагає Духа і втікає з гри разом з Ґьорфленд.

### Тиждень 7
Сьомий тиждень під назвою «Tankman» містить пісні «Ugh», «Guns» та «Stress». У цьому тижні Бойфренд, якому допомагають Ґьорлфренд та Піко змагається з ще одним маскотом Newgrounds — Танкменом (англ. Tankman).

### Тиждень 8
Цей тиждень поки що відсутній, але розробники заявляли, що після публікації він може включати «Касетну Дівчину». У квітні 2021 року було оголошено, що розробка цього тижня ведеться за тією ж схемою випуску нового персонажа разом із новими треками, як і попередні тижні.

## Розробка

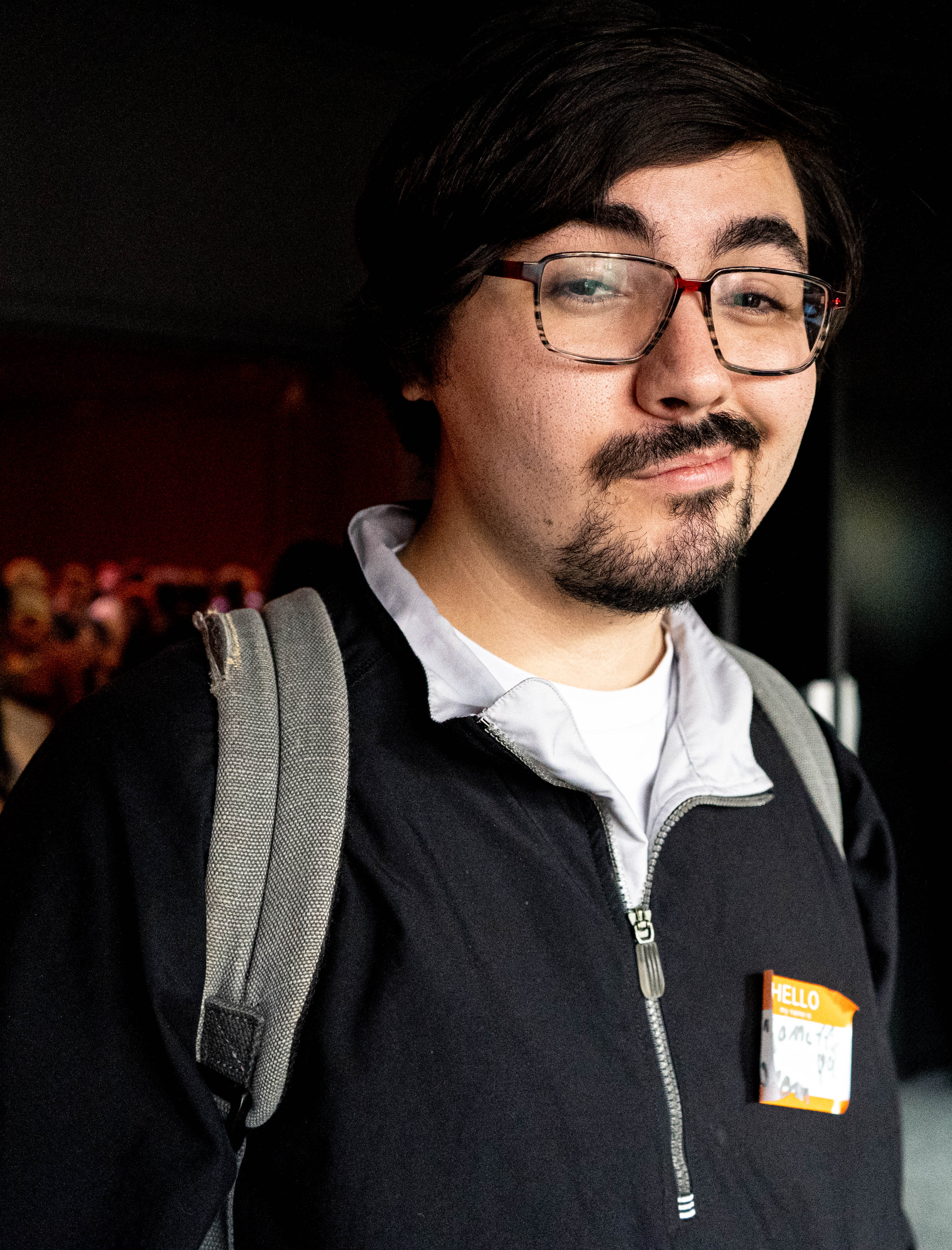
Програміст і творець Friday Night Funkin Кемерон Тейлор на зустрічі Pico Day 2024 у Нью-Джерсі

Ninjamuffin99 та троє його друзів з Newgrounds (художники Дейв «Phantom Arcade» Браун та evilsk8r, а також композитор Ісаак «Kawai Sprite» Гарсія) спочатку розробили Friday Night Funkin' як заявку на конкурс з розробки ігор на швидкість «Ludum Dare 47» і опублікували демо-версію першого тижня з двома піснями. Демо мало великий успіх та численні прохання випустити повну версію гри. Ninjamuffin99 сказав, що він має такі плани, і що він розглядав збірку гри на Ludum Dare скоріше як прототип, аніж демо-версію.
Ninjamuffin99 виклав нову версію гри на сайті Newgrounds (а пізніше на Itch.io) 1 листопада 2020 року. До нової збірки увійшов новий головний екран, нова пісня першого тижня, екран вибору меню, вільний та сюжетний режими, туторіал, меню паузи, режим відлагодки, нові іконки Бойфренда і тиждень № 2. Зацікавленість до гри швидко росла і незабаром гра досягла найвищої оцінки на Newgrounds за його 25-річну історію.
Велику популярність гра отримала завдяки трендам на YouTube, Twitter, TikTok та Twitch. Завдяки відкритому коду у гри з'явилась спільнота розробників, що створюють різноманітні фанатські доповнення (моди). В результаті, розробники пообіцяли додати підтримку одночасного підключення багатьох доповнень з можливістю модифікації практично будь-яких матеріалів гри.
Саундтрек гри, створений композитором Kawai Sprite, було опубліковано безкоштовно на Bandcamp і Spotify. У травні 2024 року було опубліковано як «Weekend 1». Це стало найбільшим оновленням гри з квітня 2021 року, коли з'явився «Weekend 7». У ньому представлені персонажі серіалу Pico's School: Піко, Нене та Дарнелл.

## Kickstarter
18 квітня 2021 року розробники запустили проєкт збору коштів на перетворення Friday Night Funkin' на повноцінну гру на Kickstarter. Він досяг мети у $60 тис. за кілька годин. Того ж дня було випущено частину «Тиждень 7» на сайті Newgrounds. Через велику кількість користувачів, сайт Newgrounds деякий час не працював.
Збір коштів тривав до 19 травня 2021 року, загалом було зібрано $2,247,641.